# Список дипломатичних місій у Білорусі

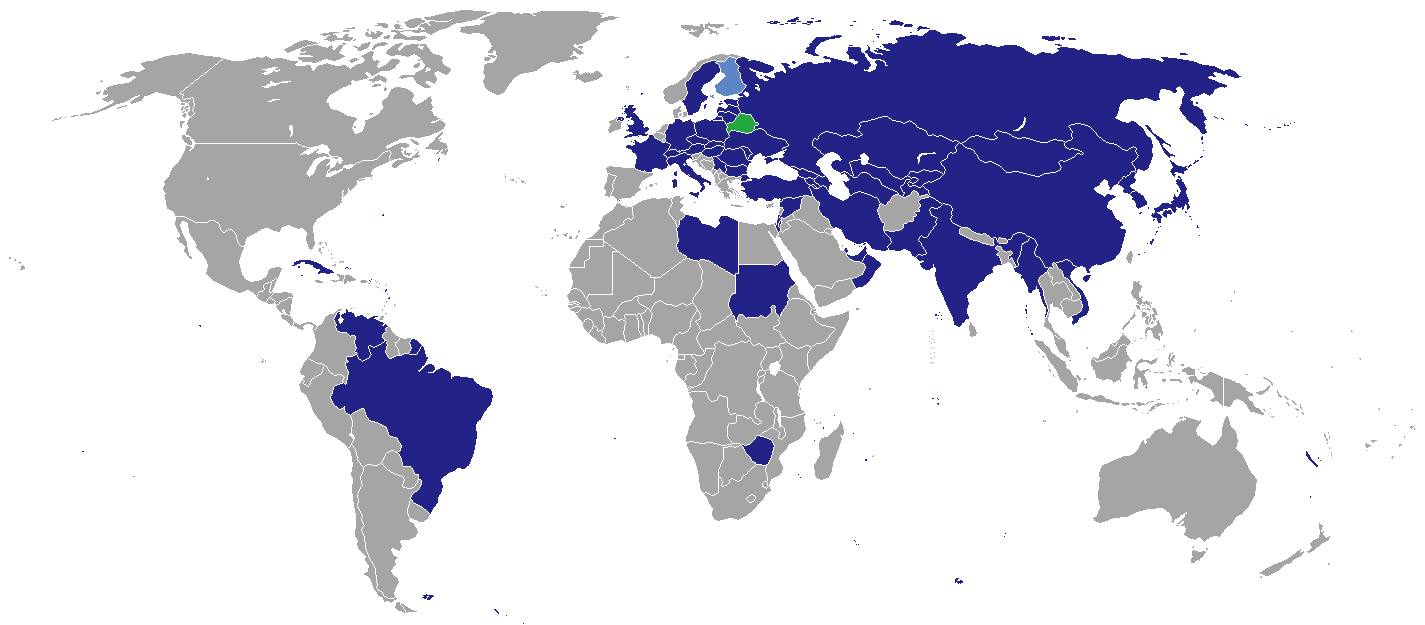
Карта дипломатичні місій в Білорусі

Список дипломатичних місій в Білорусі. На сьогодні у місті Мінськ, столиці Республіки Білорусь відкрито 50 посольств.

## Посольства вМінську
- Вірменія
- Австрія
- Азербайджан
- Бразилія
- Болгарія
- КНР
- Куба
- Чехія
- Естонія
- Франція
- Німеччина
- Грузія
- Ватикан
- Угорщина
- Індія
- Іран[1]
- Ірак
- Ізраїль
- Італія
- Японія
- Південна Корея
- Казахстан
- Киргизстан
- Латвія
- Литва
- Лівія
- Мальтійський орден
- Молдова
- Катар
- Пакистан
- Палестина
- Польща
- Румунія
- Росія
- Судан
- Сербія
- Словаччина (Посольство Словаччини в Білорусі)
- Швеція
- Сирія
- Туреччина
- Туркменістан
- Україна (Посольство України в Республіці Білорусь)
- Велика Британія
- Узбекистан
- Венесуела
- В'єтнам

## Місії
- Європейський Союз
- Швейцарія (Офіс швейцарського посольства в Варшаві)

## Консульства/Генеральні консульства
Берестя
- Польща
- Росія
- Україна

Гродно
- Литва
- Польща

Мінськ
- Естонія

Вітебськ
- Латвія

## Акредитовані посольства
Знаходяться в Москві, якщо не зазначено інше
- Афганістан
- Аргентина
- Австралія
- Австрія
- Боснія і Герцеговина
- Канада (Варшава)
- Колумбія
- Хорватія (Київ)
- Кіпр
- Данія
- Єгипет
- Фінляндія (Вільнюс)
- Греція
- Індонезія
- Ірландія
- Північна Македонія
- Малайзія
- Мальта
- Мексика
- Нідерланди (Варшава)
- Нова Зеландія
- Норвегія
- Пакистан
- Філіппіни
- Португалія
- Словенія
- ПАР
- Іспанія
- Танзанія
- Туніс
- Шрі-Ланка
- Швейцарія (Варшава)